# 707 (číslo)
Sedm set sedm je přirozené číslo. Následuje po čísle sedm set šest a předchází číslu sedm set osm. Římskými číslicemi se zapisuje DCCVII a řeckými číslicemi ψζ.

## Matematika
707 je:
- Deficientní číslo
- Poloprvočíslo
- Nešťastné číslo

## Astronomie
- (707) Steina je planetka hlavního pásu, kterou objevil v roce 1910 Max Wolf

## Roky
- 707
- 707 př. n. l.